# 2010 TK7
2010 TK7 — малый околоземный астероид из группы аполлонов, который был открыт командой американских учёных с помощью инфракрасного космического телескопа WISE. Это первый открытый троянский астероид Земли. Астероид 2010 TK7 представляет собой 300-метровую скалу, которая движется в 60° впереди нашей планеты, в точке Лагранжа L4.
Ещё в 1772 году благодаря трудам французского математика и астронома Жозефа Лагранжа стало ясно, что рядом с планетами Солнечной системы на некруговых орбитах могут бесконечно долго и устойчиво находиться малые тела (астероиды). Это возможно благодаря наличию точек Лагранжа, в которых гравитация Солнца и планеты уравновешивается. В частности, в окрестностях точек Лагранжа L4 и L5, называемых триангуляционными, тела могут пребывать на устойчивых орбитах. Астероиды, расположенные в этих точках называют «троянскими» (в честь участников Троянской войны). 

## Открытие
С развитием наблюдательной астрономии, астероиды в точках Лагранжа были обнаружены сначала на орбитах Юпитера (более тысячи), потом Марса (несколько) и Нептуна (несколько), однако, ни одного троянского астероида на орбите Земли долгое время обнаружить не удавалось. Дело в том, что обычно троянцы не уходят далеко от точки Лагранжа, которая расположена всего в 60°, по этой причине обнаружить такие тела с Земли сложно — они почти все попадают на дневную сторону неба и теряются в лучах Солнца, а из-за крайне незначительных размеров обнаружить их становится очень трудно. Однако, астероид 2010 TK7 обладает необычайно широкими колебаниями и в момент наблюдения удалился от Солнца на 90°, что способствовало его открытию. К тому же, всего за год до его открытия, был запущен космический телескоп WISE, способный находить астероиды, расположенные на малых углах от Солнца. Этот аппарат позволял наблюдать области расположенные в 90° от линии Земля-Солнце, что позволило учёным получить данные примерно о 33,5 тысячах новых астероидов, в том числе о 500 астероидах, сближающихся с Землёй. А в октябре 2010 года на архивных снимках телескопа WISE, полученных по результатам программы сканирования всего неба, проводившейся с января 2010 года по февраль 2011 года, сразу три группы астрономов из американских университетов: Атабаска, UCLA и UWO обнаружили небольшой астероид с очень необычной орбитой, получивший временное обозначение 2010 TK7.
Последующие измерения положения данного астероида, проведённые в течение 6 ночей на телескопе CFHT в Гавайском университете в апреле 2011 года, после того как объект в течение нескольких месяцев был в положении, неудобном для наблюдений с Земли, настолько улучшили знания о его орбите, что на 21 мая 2011 года позволили точно выявить троянский характер движения этого астероида, а в июле 2011 года стали появляться первые публикации на эту тему.

## Физические и орбитальные характеристики
Абсолютная звёздная величина астероида составляет около 20,6m. Принимая альбедо равным 0,1, учёным удалось оценить размер объекта в 300 метров в поперечнике. Из-за сложностей наблюдения астероида, определить его спектральные характеристики учёным так и не удалось, поэтому состав астероида и его плотность так и остались невыясненными. Предположительно, гравитация на таком теле должна составлять приблизительно 0,00005 от земной силы тяжести.
Астероид вращается вокруг Солнца по близкой к Земле орбите, период обращения на которой составляет 365,389 дней, что сравнимо с периодом обращения Земли 365,256 суток. Зато её эксцентриситет значительно выше, чем у земной, и составляет 0,191, что позволяет ему удаляться от Земли довольно далеко в космос — от 0,81 а.е. в сторону Венеры, до 1,19 а.е. в сторону Марса. К тому же орбита имеет очень большой наклон к эклиптике, почти 21°, из-за чего астероид испытывает сильные колебания в направлении, перпендикулярном эклиптике, удаляясь от своей точки Лагранжа на значительное расстояние.

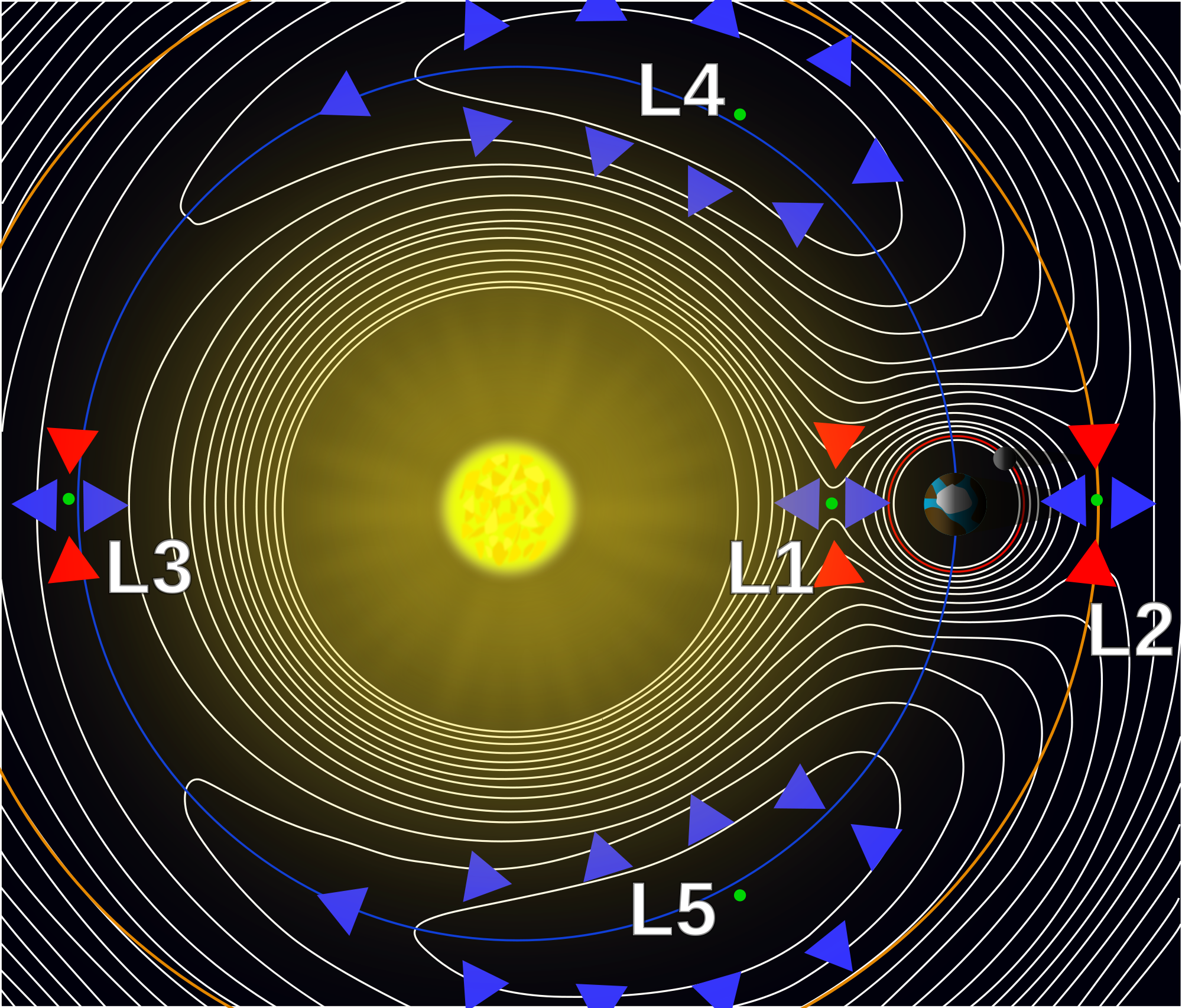
Расположение точек Лагранжа относительно Земли. Синими треугольниками отмечена траектория миграции троянского астероида вокруг точек L_{4} и L_{5}

При этом, астероид 2010 TK7, на самом деле, не просто спокойно движется вокруг Солнца в точке L4, а совершает вокруг своей точки равновесия сложное движение, порой удаляясь от неё на очень солидное расстояние. Дело в том, что 2010 TK7, как и многие другие троянские астероиды, не располагается стабильно в своей троянской точке, а совершает по отношению к последней сложное движение (синие треугольники на рисунке). При этом траектория астероида 2010 TK7 настолько сильно вытянута, что в процессе своей миграции по ней, в дальней её точке, он оказывается почти на противоположной стороне земной орбиты. Зато с другой стороны, в наиболее близкой к Земле точке, этот объект не приближается к нашей планете ближе 20 млн км, что составляет более 50 расстояний до Луны. Сама миграция по данной петле происходит гораздо медленнее, чем движение по орбите вокруг Солнца, поскольку вызвана не столько его гравитацией, сколько гравитационными возмущениями от других планет Солнечной системы, и составляет почти четыре века, а именно 395 лет. В 2010–2011 годах астероид 2010 TK7 как раз располагался в крайнем своём положении, почти в 90° от Солнца, что и способствовало его открытию.

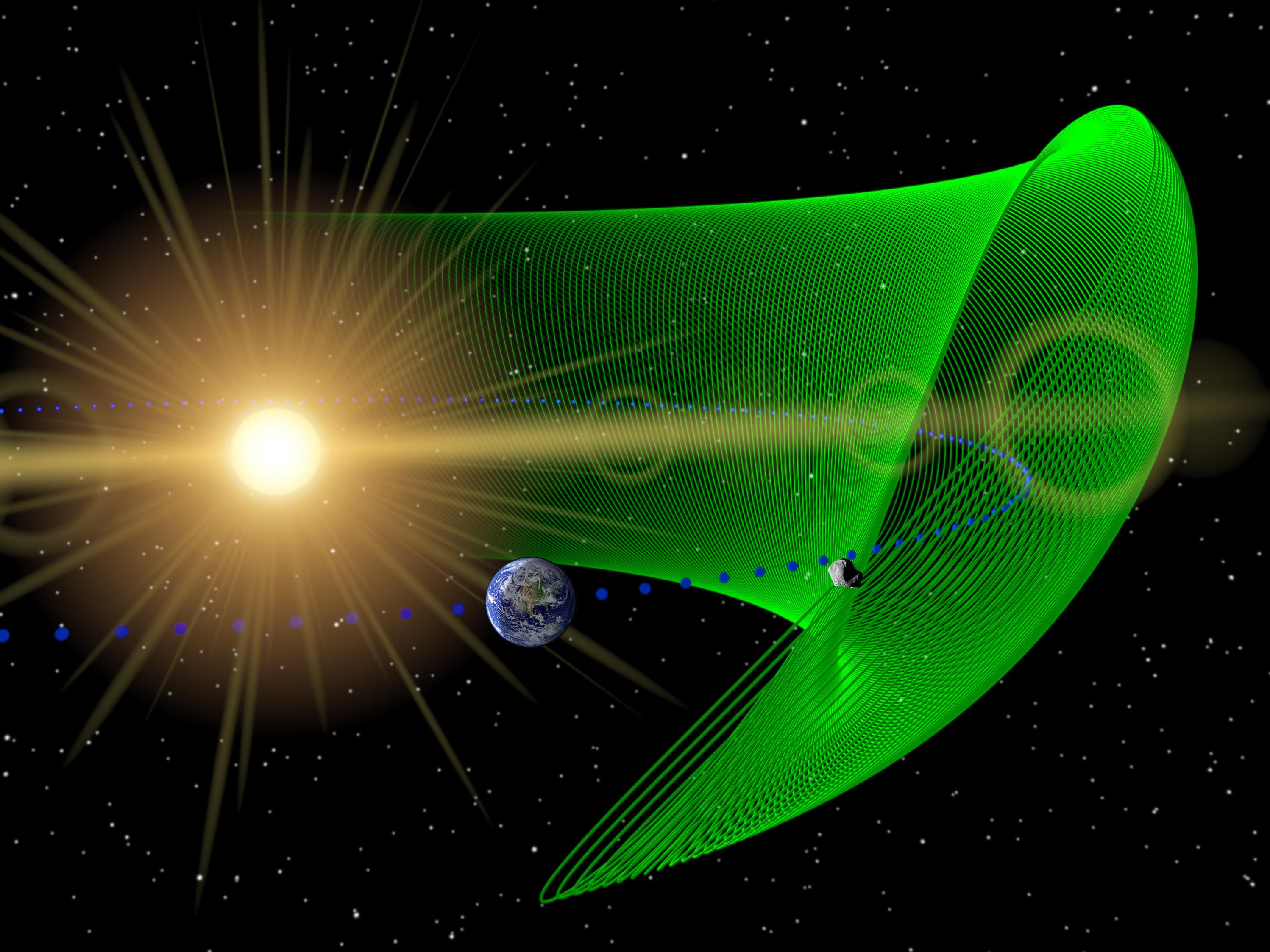
Движение астероида вокруг L_{4} в течение половины цикла (цикл равен 395 годам) с точки зрения земного наблюдателя (Земля принята за точку отсчёта и не меняет своего положения). Из-за высокого угла наклона и большого эксцентриситета орбиты астероид будет двигаться по спирали (зелёный), в которой один виток соответствует одному году.

Движение астероида имеет довольно хаотичный характер, что сильно затрудняет прогнозирование его судьбы в будущем. Учёные провели компьютерное моделирование орбиты 2010 TK7, используя его математические «клоны», распределив около 100 «клонов» по всем орбитам, которые могли соответствовать наблюдаемому положению дел, затем они проследили за их эволюцией под действием гравитации Солнца и Земли. Однако через несколько тысяч лет орбиты клонов начинали хаотически расходиться, поэтому учёные делают вывод, что точно вычислить орбиту этого «троянца» более чем на 7 тысяч лет в прошлое или в будущее при нынешнем объёме информации невозможно.
Кроме того, поскольку астероид подходит очень близко к другим точкам Лагранжа — в частности, к L3, в будущем не исключены варианты скачкообразного перехода этого астероида между точками Лагранжа, а также его перехода на подковообразную орбиту.
В связи с этим учёные предполагают, что данный объект лишь временно был пойман в ловушку в данной точке.

## Доступность для Земли
В будущем астероиды могут стать важнейшими источниками ресурсов, а низкая сила тяжести на них обеспечивает более экономичный старт с их поверхности. И троянские астероиды в этом плане могут стать первой ступенью в промышленном освоении космоса. В силу особенностей небесной механики к троянцам долететь даже легче, чем до Луны, несмотря на большее расстояние до них. Однако, к астероиду 2010 TK7 это не относится. Из-за большого наклона орбиты и, как следствие, значительных колебаний астероида в вертикальной плоскости относительно земной орбиты, полёт к нему потребует бо́льшего количества топлива. Чтобы долететь до него, требуется разогнать корабль до скорости около 9,4 км/с, в то время как для большинства околоземных астероидов достаточно скорости в 4 км/с. Впрочем, данная находка даёт повод надеяться, что в земных точках Лагранжа могут находиться и другие троянские астероиды с более спокойными орбитами и, стало быть, более доступные.